# Актанов, Сабырбек Жанырбаевич
Сабырбек Жанырбаевич Актанов (2 марта 1937 года — 18 марта 2020 года) — старший чабан совхоза «Горновский» Маркакольского района Восточно-Казахстанской области, Казахская ССР. Герой Социалистического Труда (1990).
Указом № 227 Президента СССР Михаила Сергеевич Горбачёва «О присвоении звания Героя Социалистического Труда работникам агропромышленного комплекса Казахской ССР» от 6 июня 1990 года «за достижение выдающихся результатов в увеличении производства и продажи государству продукции животноводства на основе применения интенсивных технологий и передовых методов организации труда» удостоен звания Героя Социалистического Труда с вручением ордена Ленина и золотой медали «Серп и Молот».